# Walid El Karti
Walid El Karti (23 de julio de 1994) es un futbolista internacional marroquí que juega de centrocampista en el Pyramids F. C. de la Premier League de Egipto.

## Biografía

### Club
Nació en Khouribga comenzando su carrera profesional en el Olympique de Khouribga, su club formador. Jugando con el equipo de joven, solo participó en dos partidos con el primer equipo. 
En 2013, se fue al Wydad de Casablanca, donde logró ser una pieza muy importante en el equipo titular. En 2015 logró el campeonato y así sellar su pase a la Liga de los Campeones de la CAF 2016.

### Selección
Desde 2012, El Karti estuvo convocado por Hassan Benabicha, fue también uno de los jugadores principales jugadores en la formación del equipo marroquí de menos de 20 años y del equipo olímpico y con ellos consiguió varios títulos personales y colectivos.
Participó en el campeonato de África de las naciones 2014 con el equipo de Marruecos de los locales, jugando dos partidos uno de entre ellos contra Zimbabue. El Karti realizó muy buenas prestaciones durante la participación del equipo olímpico marroquí al Torneo de Toulon 2015, Marruecos fue finalista después de haber perdido contra la Francia 3 - 1. Fue nombrado mejor jugador del Torneo de Toulon.
Con la llegada de Hervé Renard al frente de la selección marroquí, este último presenció un partido del Wydad de Casablanca contra los FAR de Rabat. Walid marcó  el gol de la victoria y libró una muy buena prestación en presencia de Renard, este último decidió pues de ponerlo la lista de los 34 jugadores preseleccionados a la doble confrontación contra Cabo Verde.

## Palmarés

### En club
Wydad Athletic Club
- Campeonato de Marruecos
  - Campeón : 2015

### En selección nacional
Equipo de Marruecos junior
- Juegos mediterráneos
  - Medalla de oro en 2013
- Juegos de la Francofonía
  - Finalista en 2013
- Juegos de la Solidaridad Islámica
  - Medalla de oro en 2013
- Torneo de Toulon
  - Finalista : 2015

| Título                          | Equipo    | Sede      | Edición |
| ------------------------------- | --------- | --------- | ------- |
| Campeonato Africano de Naciones | Marruecos | Marruecos | 2018    |

### Distinciones personales
- Mejor jugador del Torneo de Toulon 2015